# Canciones de una vida
Canciones de una vida fue un programa de televisión, que se emitió las tardes de los jueves en el canal de televisión La 1 de Televisión española entre 1979 y 1980 desde los estudios de Miramar (Barcelona).

## Formato
Programa de evocación musical, en el que se hacía un repaso del más destacado repertorio musical español del género melódico en las décadas de 1960 y 1970. Cada semana desfilaba por el plató un destacado representante de este género musical, muy popular en la España del momento y se hacía un repaso de su trayectoria artística con imágenes de NO-DO o de los archivos de TVE. En el primer programa, los invitados fueron El Dúo Dinámico

## Artistas invitados
Entre otros, los siguientes:
- El Dúo Dinámico.
- Bernard Hilda.
- José Guardiola.
- Elder Barber.
- Jorge Sepúlveda.
- Palito Ortega.
- Micky y los Tonys.
- Renato Carosone.
- Karina
- Lilián de Celis.
- Monna Bell.
- Salomé.